# Angical
Angical là một đô thị thuộc bang Bahia, Brasil. Đô thị này có diện tích 1638,72 km², dân số năm 2007 là 13364 người, mật độ 8,16 người/km².